# Aster Cars
Aster Cars stellte in den 1990er Jahren in Alcorcón bei Madrid einen Roadster her. Von Ford stammten Radaufhängungen, das Fünfganggetriebe, Lenkung und der 1,8-Liter-Zetec-Motor. Die Karosserie bestand aus Kunststoff.